# British Aerospace HOTOL

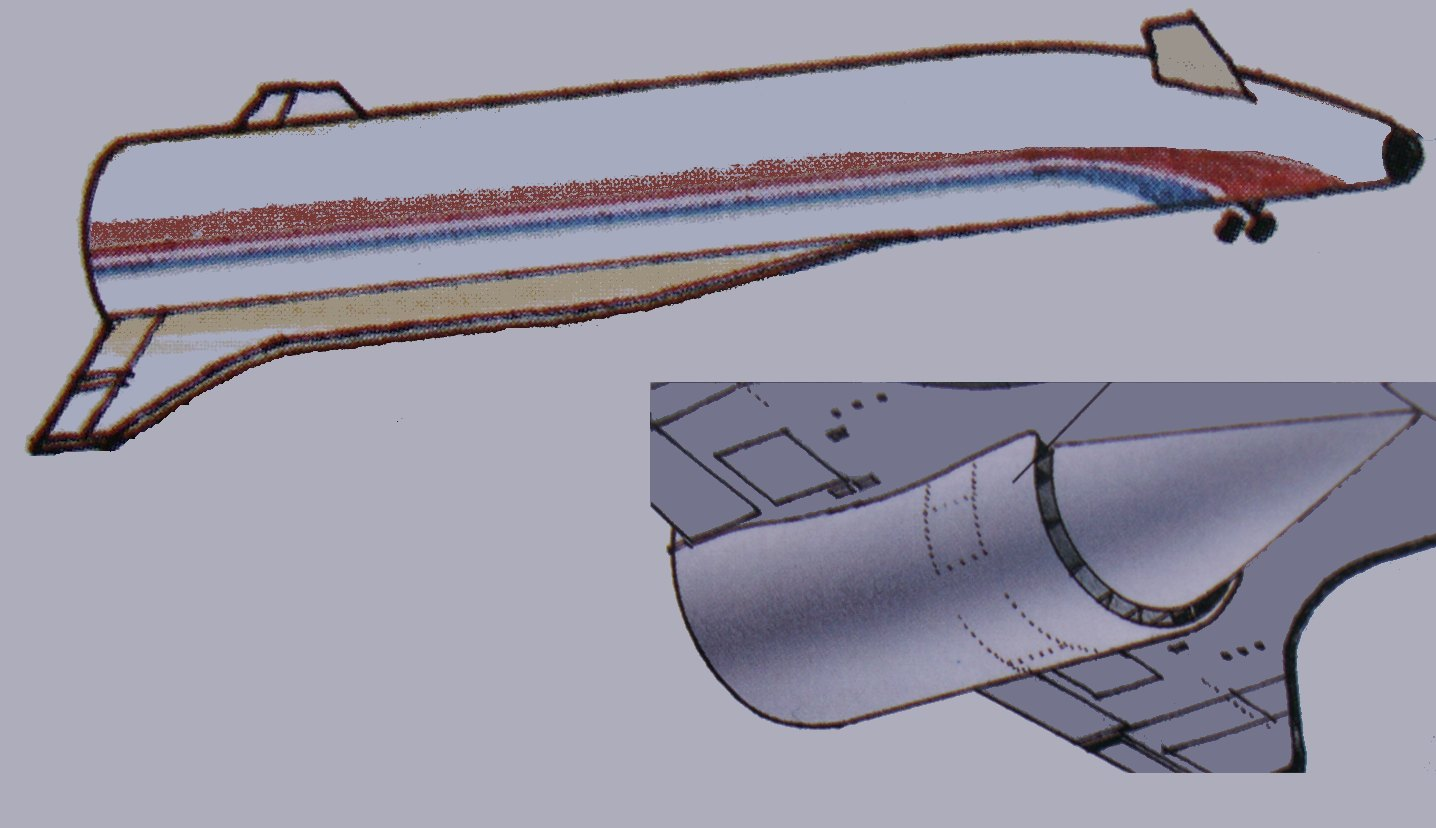
Desenho do HOTOL

HOTOL, de Horizontal Take-Off and Landing, foi um projeto britânico para a construção de um avião espacial com motor a jato pela Rolls-Royce e British Aerospace.

## Especificações
Muitos projetos espaciais haviam surgido nas décadas de 1980 e 2000. Concebido como um veículo de lançamento reutilizável de estágio único para órbita (SSTO, na sua sigla em inglês), que era para ser equipado com um motor que seria desenvolvido pela empresa Rolls-Royce. A aeronave era projetada para capturar o oxigênio do ar durante a sua subida através da baixa atmosfera terrestre, para ser mais leve na decolagem. Esta técnica seria de fato reduzir significativamente a quantidade de oxidante levado a bordo. O circuito de passagem de hidrogénio em um permutador de calor que tornava o oxigênio a partir do ar, para o seu armazenamento. Isso fazia com que o projeto fosse mais ousado e, de acordo com seus promotores, o mais barato de sua categoria.
Impulsionado completamente automaticamente, o HOTOL foi concebido para colocar em órbita terrestre baixa uma carga de entre 7 e 8 toneladas.
O projeto da aeronave Skylon foi inspirado no HOTOL.